# Commission électorale nationale indépendante (république du Congo)
Pour les articles homonymes, voir Commission électorale nationale indépendante et CENI.
Ne doit pas être confondu avec Commission électorale nationale indépendante (république démocratique du Congo).
La Commission électorale nationale indépendante de la république du Congo remplace la Commission nationale d’organisation des élections (CONEL) à la suite du vote de la loi du 14 janvier 2016,.